# C
C je třetí písmeno latinské i české abecedy. Vzniklo z písmene gama Γ řecké abecedy. V češtině označuje neznělou alveolární afrikátu.
Písmeno původně označovalo latinské hlásky [g] i [k], potřebou jejich grafického rozlišení vzniklo později písmeno G. V období pozdního Říma se výslovnost latinského písmene C v pozici před hláskami [e] a [i] změnila na [c]. Např. jméno Cicero se pak místo [kikero] četlo [cicero]. Tato výslovnost byla přejata i do českého pravopisu, kde doplněním háčku vzniklo písmeno Č pro hlásku, která se v latině nevyskytuje.

## Významy

### C
Biochemie
aminokyselina cystein
DNA báze cytosin
Elektrotechnika
označení standardní velikosti elektrického článku ve tvaru válce o průměru 23 mm a délce 43 mm (tzv. „malý buřt“)
Formát papíru
normalizovaná pomocná řada
Fyzika
značka veličiny elektrická kapacita
označení kvantového čísla půvabu
Hromadná doprava
Linka C
Chemie
značka uhlíku
Informatika
C:\ je konvenční označení prvního pevného disku (resp. prvního logického disku na primární diskový oddíl) v operačních systémech založených na CP/M, jako třeba DOS
programovací jazyk C – programovací jazyk, od něhož byly odvozeny i další (C++, C#, Objective-C)
Jednotky
v soustavě SI značka odvozené jednotky elektrického náboje – coulomb
Mezinárodní poznávací značka
Kuba
Nutriologie
vitamín C
Potravinářství
vejce – druhá nejmenší velikost slepičích vajec
Sport
C se používá jako označení pro kapitána týmu (-C-)
Šestnáctková soustava (a další číselné soustavy o základu větším než 12)
číslice 12
Vzdělávání
průměrná známka (v anglosaském školství, odpovídající českému stupni dobře)
Železnice
označení vozů třetí třídy

### c
Fyzika
značka konstanty pro rychlost světla
jednotka aktivity – curie
značka pro měrné teplo
označení kvarku c (půvabného)
Geometrie
při aplikaci Pythagorovy věty ve tvaru c2 = a2 + b2 přeponu pravoúhlého trojúhelníku
v trojúhelníku stranu protilehlou k vrcholu C
v mnohoúhelnících o 4 a více vrcholech stranu mezi vrcholy C a D
Hudba
nota
Jednotky
v soustavě SI značka předpony pro jednu setinu (centi-)
Železnice
označení lehátkových vozů
označení vozů s oddíly s místy k sezení, která jdou upravit na místa k ležení – lehátkový vůz

### Ⅽ
| Znak            | Ⅽ                         | Ⅽ                         |
| --------------- | ------------------------- | ------------------------- |
| Název v Unicodu | Roman numeral one hundred | Roman numeral one hundred |
| Kódování        | dec                       | hex                       |
| Unicode         | 8557                      | U+216D                    |
| UTF-8           | 226 133 173               | e2 85 ad                  |
| Číselná entita  | &#8557;                   | &#x216D;                  |

Římské číslice
symbol pro 100 (z latinského centum); též psáno jako obyčejné C

### ℂ
| Znak            | ℂ                       | ℂ                       |
| --------------- | ----------------------- | ----------------------- |
| Název v Unicodu | Double-struck capital C | Double-struck capital C |
| Kódování        | dec                     | hex                     |
| Unicode         | 8450                    | U+2102                  |
| UTF-8           | 226 132 130             | e2 84 82                |
| Číselná entita  | &#8450;                 | &#x2102;                |

Matematika
Množina komplexních čísel {\displaystyle \mathbb {C} }

### ₡
| Znak            | ₡           | ₡          |
| --------------- | ----------- | ---------- |
| Název v Unicodu | Colon sign  | Colon sign |
| Kódování        | dec         | hex        |
| Unicode         | 8353        | U+20A1     |
| UTF-8           | 226 130 161 | e2 82 a1   |
| Číselná entita  | &#8353;     | &#x20A1;   |

Měnová jednotka
značka pro měnovou jednotku colón

### ℃
| Znak            | ℃              | ℃              |
| --------------- | -------------- | -------------- |
| Název v Unicodu | Degree Celsius | Degree Celsius |
| Kódování        | dec            | hex            |
| Unicode         | 8451           | U+2103         |
| UTF-8           | 226 132 131    | e2 84 83       |
| Číselná entita  | &#8451;        | &#x2103;       |

Jednotky
v soustavě SI je ℃ (též psáno jako °C) značka vedlejší jednotky teploty – stupeň Celsia

### ¢
| Znak            | ¢         | ¢         |
| --------------- | --------- | --------- |
| Název v Unicodu | Cent sign | Cent sign |
| Kódování        | dec       | hex       |
| Unicode         | 162       | U+00A2    |
| UTF-8           | 194 162   | c2 a2     |
| Číselná entita  | &#162;    | &#x00A2;  |
| Názvová entita  | &cent;    | &cent;    |

Měnová jednotka
značka pro měnovou jednotku cent

### ©
| Znak            | ©              | ©              |
| --------------- | -------------- | -------------- |
| Název v Unicodu | Copyright sign | Copyright sign |
| Kódování        | dec            | hex            |
| Unicode         | 169            | U+00A9         |
| UTF-8           | 194 169        | c2 a9          |
| Číselná entita  | &#169;         | &#x00A9;       |
| Názvová entita  | &copy;         | &copy;         |

Typografie
značka pro copyright

### Ↄ
Ↄ: ROMAN NUMERAL REVERSED ONE HUNDRED; Unicode: U+2183; html: &#8579;
ↄ: LATIN SMALL LETTER REVERSED C; Unicode: U+2184; html: &#8580;
Písmeno Ↄ (antisigma) bylo jedním ze tří tzv. klaudiánských písmen přidaných do latinské abecedy císařem Claudiem a vyjadřovalo dvojhlásku BS či PS (podobně jako X se již dříve používalo pro KS či GS). V běžném písmu se klaudiánská písmena neuchytila a používala se řídce pouze za Claudiova života. Mnohem déle se znak Ↄ udržel v římských číslech pro vyjádření vyšších řádů než stovky. 

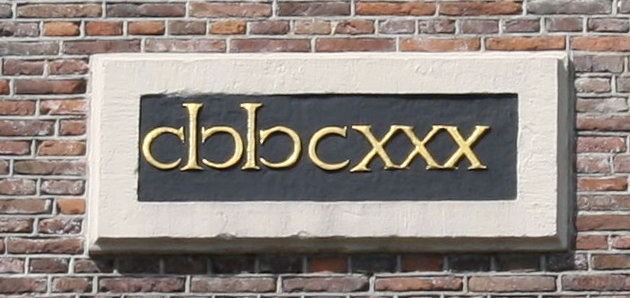
Číslo 1630 (MDCXXX) klasickým způsobem zápisu

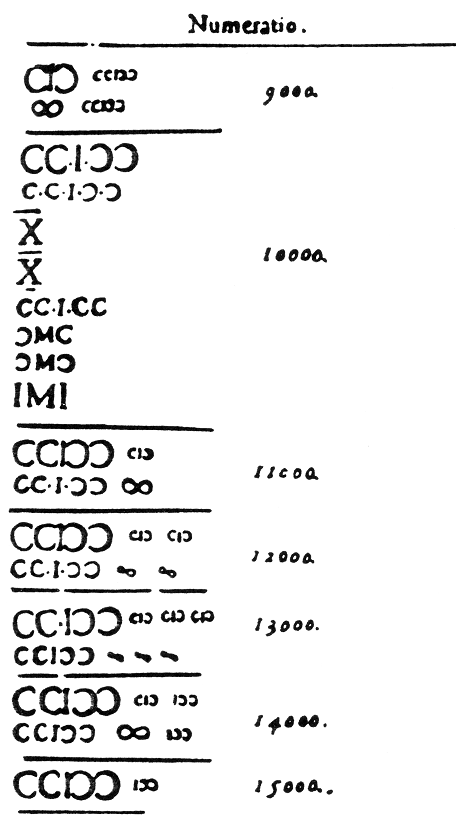
Příklad zápisu ze 16. století

## Historie
Písmeno C v latině označovalo neznělou souhlásku [k]. Vyvinulo se spolu s písmenem G (označujícím znělý protějšek [g]) z etruského znaku zvaného gimmel, který pocházel z řeckého písmene gamma. Etruština na rozdíl od latiny nerozlišovala znělou a neznělou výslovnost této hlásky, proto pro ni měla pouze jeden znak.
V nejstarších latinských textech se pro zápis [k] i [g] používala písmena C, K a Q: Q před zaokrouhlenými samohláskami, K před A a C v jiných pozicích. Ve 3. století před n. l. bylo vytvořeno písmeno G a pro zápis neznělého [k] zcela převládlo používání C nad K a Q. C se tedy stalo ekvivalentem řeckého písmena kappa a G ekvivalentem písmena gamma. Podle tohoto pravidla pak byla řecká slova přepisována do latinky.
V pozdějším období se ve vulgární latině původní [k] před předními samohláskami změnilo na [t͡s], resp. [t͡ʃ], což ovlivnilo výslovnost psaného C v různých jazycích psaných latinkou.

## Výskyty vsoučasných jazycích

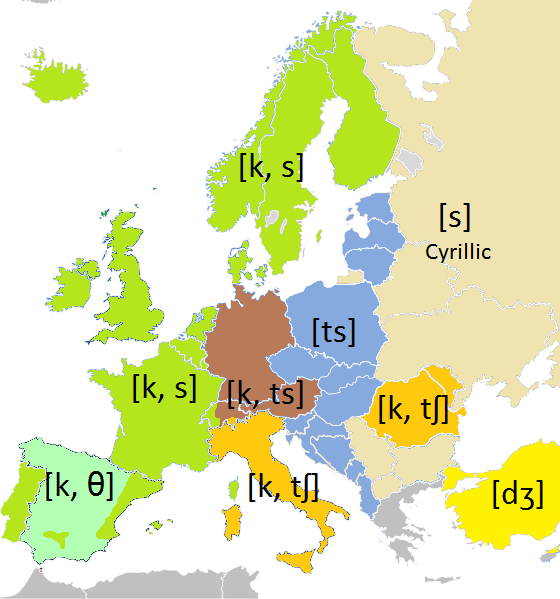
Výslovnost psaného <c> v evropských jazycích

Písmeno C je součástí abeced různých jazyků zapisovaných latinkou, má však různé využití a různou zvukovou platnost, danou různým historickým vývojem. C je často součástí různých spřežek, jako například CH.
Ve všech slovanských jazycích psaných latinkou (čeština, slovenština, polština, lužická srbština, slovinština, chorvatština) se písmeno C vyslovuje jako neznělá alveolární afrikáta [t͡s]. K zápisu [k] slouží písmeno K.
Stejná situace je i v maďarštině, litevštině, lotyštině a albánštině.
V románských jazycích je základní výslovnost neznělá velární ploziva [k]. Před předními samohláskami (I, E) se však výslovnost mění. Ve francouzštině a portugalštině se vyslovuje jako neznělá alveolární frikativa [s]. V italštině a rumunštině se měkčí na neznělou postalveolární afrikátu [t͡ʃ] (jako české č). Ve španělštině se vyslovuje jako neznělá dentální frikativa [θ] (jako neznělé anglické th), v některých oblastech se však vyslovuje [s].
Písmeno K se v těchto jazycích využívá jen zřídka, především v cizích slovech. Hláska [t͡s] se v italštině zapisuje jako Z a v rumunštině Ț. V ostatních románských jazycích se spojení /ts/ nepovažuje za samostatnou hlásku, tedy pro něj nemají zvláštní znak.
V angličtině se C čte podle stejných pravidel jako ve francouzštině, tedy jako [k] nebo [s]. Angličtina kromě toho používá i písmeno K. Spojení /ts/ není samostatnou hláskou.
V němčině se [k] zapisuje zpravidla písmenem K a [t͡s] jako Z. Písmeno C se používá v cizích slovech a čte se buď [k], nebo [t͡s] (před předními samohláskami).
V ostatních germánských jazycích se rovněž používá písmeno K. Písmeno C je (s výjimkou spřežek) pouze v cizích slovech, kde se před předními samohláskami vyslovuje [s]. Spojení /ts/ není samostatnou hláskou.
V angličtině, němčině a švédštině se namísto zdvojeného KK píše CK.
V turečtině se C čte jako znělá postalveolární afrikáta [d͡ʒ] (jako české dž).

### Tvary sdiakritikou
řazeno podle pořadí v Unicode
Çç (cedilla)
albánština, francouzština, katalánština, portugalština, turečtina
Ćć (čárka nad vpravo)
chorvatština, polština, srbština
Ĉĉ (vokáň)
esperanto
Ċċ (tečka nad)
maltština, staroangličtina
Čč (háček)
čeština, estonština, chorvatština, litevština, lotyština, slezština, slovenština, slovinština
Ḉḉ (cedilla a čárka nad vpravo)
???

### Znaky jiných abeced
Сс (cyrilice – výslovnost [s]; pochází z řeckého písmena sigma)
ruština, srbština, bulharština aj.